# Stenonema femoratum
Stenonema femoratum är en dagsländeart som först beskrevs av Thomas Say 1823.  Stenonema femoratum ingår i släktet Stenonema och familjen forsdagsländor. Inga underarter finns listade i Catalogue of Life.